# Coenosia cubitalis
Coenosia cubitalis este o specie de muște din genul Coenosia, familia Muscidae. A fost descrisă pentru prima dată de Fritz Isidore van Emden în anul 1940.
Este endemică în Kenya. Conform Catalogue of Life specia Coenosia cubitalis nu are subspecii cunoscute.